# Joueuses numéros 1 mondiales à la WTA en double
Le classement WTA est une méthode utilisée par la WTA (Women's Tennis Association, l'association du tennis féminin) pour déterminer le classement des joueuses de tennis. La ou les premières du classement sont la ou les joueuses qui, au cours des précédentes 52 semaines, ont accumulé le plus de points WTA. Ceux-ci sont décernés selon la catégorie des tournois auxquels la joueuse participe, ainsi que sa performance au sein de chacun de ces tournois. Si le classement des joueuses en simple a été créé en 1975, le classement des joueuses en double n'a vu le jour qu'en 1984.
Depuis 1984, 50 femmes ont été no 1 à la WTA, parmi lesquelles 24 ont occupé cette place en fin d'année. L'actuelle joueuse no 1 est, depuis le 28 juillet 2025, Taylor Townsend.
Cet article recense les joueuses numéros 1 mondiales à la WTA en double, ainsi que les différents records qui tournent autour du classement WTA en double. 
Article mis à jour jusqu'à la semaine du 18 août 2025.

## Liste des joueuses numéro 1 au classement WTA
| #                                                           | Joueuse                               | Début       | Fin        | Semaine(s) | Cumul   |
| ----------------------------------------------------------- | ------------------------------------- | ----------- | ---------- | ---------- | ------- |
| 1.                                                          | Martina Navrátilová                   | 04/09/1984  | 17/03/1985 | 27         | 27      |
| 2.                                                          | Pam Shriver                           | 18/03/1985  | 19/01/1986 | 44         | 44      |
|                                                             | Martina Navrátilová                   | 20/01/1986  | 20/07/1986 | 26         | 53      |
|                                                             | Pam Shriver                           | 21/07/1986  | 17/08/1986 | 4          | 48      |
|                                                             | Martina Navrátilová                   | 18/08/1986  | 04/02/1990 | 181        | 234     |
| 3.                                                          | Helena Suková                         | 05/02//1990 | 18/02/1990 | 2          | 2       |
|                                                             | Martina Navrátilová                   | 19/02/1990  | 04/03/1990 | 2          | 236     |
|                                                             | Helena Suková                         | 05/03/1990  | 06/05/1990 | 9          | 11      |
|                                                             | Martina Navrátilová                   | 07/05/1990  | 13/05/1990 | 1          | 237     |
|                                                             | Helena Suková                         | 14/05/1990  | 26/08/1990 | 15         | 26      |
| 4.                                                          | Jana Novotná                          | 27/08/1990  | 14/10/1990 | 7          | 7       |
|                                                             | Helena Suková                         | 15/10/1990  | 17/02/1991 | 18         | 44      |
|                                                             | Jana Novotná                          | 18/02/1991  | 03/03/1991 | 2          | 9       |
| 5.                                                          | Gigi Fernández                        | 04/03/1991  | 10/03/1991 | 1          | 1       |
|                                                             | Jana Novotná                          | 11/03/1991  | 31/03/1991 | 3          | 12      |
|                                                             | Gigi Fernández                        | 01/04/1991  | 07/04/1991 | 1          | 2       |
|                                                             | Helena Suková                         | 08/04/1991  | 09/06/1991 | 9          | 53      |
|                                                             | Gigi Fernández                        | 10/06/1991  | 08/09/1991 | 13         | 15      |
|                                                             | Jana Novotná                          | 09/09/1991  | 06/10/1991 | 4          | 16      |
| 6.                                                          | Natasha Zvereva                       | 07/10/1991  | 13/10/1991 | 1          | 1       |
|                                                             | Jana Novotná                          | 14/10/1991  | 26/01/1992 | 15         | 31      |
| 7.                                                          | Larisa Neiland                        | 27/01/1992  | 02/02/1992 | 1          | 1       |
|                                                             | Jana Novotná                          | 03/02/1992  | 16/02/1992 | 2          | 33      |
|                                                             | Larisa Neiland                        | 17/02/1992  | 23/02/1992 | 1          | 2       |
|                                                             | Jana Novotná                          | 24/02/1992  | 22/03/1992 | 4          | 37      |
|                                                             | Larisa Neiland                        | 23/03/1992  | 05/04/1992 | 2          | 4       |
|                                                             | Jana Novotná                          | 06/04/1992  | 14/06/1992 | 11         | 48      |
|                                                             | Natasha Zvereva                       | 15/06/1992  | 21/06/1992 | 1          | 2       |
|                                                             | Jana Novotná                          | 22/06/1992  | 11/10/1992 | 15         | 63      |
|                                                             | Natasha Zvereva                       | 12/10/1992  | 18/10/1992 | 1          | 3       |
| 8.                                                          | Arantxa Sánchez Vicario               | 19/10/1992  | 15/11/1992 | 4          | 4       |
|                                                             | Natasha Zvereva                       | 16/11/1992  | 22/11/1992 | 1          | 4       |
|                                                             | Helena Suková                         | 23/11/1992  | 10/01/1993 | 7          | 60      |
|                                                             | Natasha Zvereva                       | 11/01/1993  | 04/04/1993 | 12         | 16      |
|                                                             | Gigi Fernández                        | 05/04/1993  | 12/09/1993 | 23         | 38      |
|                                                             | Helena Suková                         | 13/09/1993  | 31/10/1993 | 7          | 67      |
|                                                             | Gigi Fernández                        | 01/11/1993  | 14/11/1993 | 2          | 40      |
|                                                             | Helena Suková                         | 15/11/1993  | 21/11/1993 | 1          | 68      |
|                                                             | Gigi Fernández                        | 22/11/1993  | 14/08/1994 | 38         | 78      |
|                                                             | Natasha Zvereva                       | 15/08/1994  | 12/02/1995 | 26         | 42      |
|                                                             | Arantxa Sánchez Vicario               | 13/02/1995  | 26/02/1995 | 2          | 6       |
|                                                             | Natasha Zvereva                       | 27/02/1995  | 05/03/1995 | 1          | 43      |
|                                                             | Gigi Fernández                        | 06/03/1995  | 12/03/1995 | 1          | 79      |
|                                                             | Natasha Zvereva                       | 13/03/1995  | 26/03/1995 | 2          | 45      |
|                                                             | Arantxa Sánchez Vicario               | 27/03/1995  | 05/11/1995 | 32         | 38      |
|                                                             | Gigi Fernández                        | 06/11/1995  | 12/11/1995 | 1          | 80      |
|                                                             | Arantxa Sánchez Vicario               | 13/11/1995  | 06/04/1997 | 73         | 111     |
|                                                             | Natasha Zvereva                       | 07/04/1997  | 19/10/1997 | 29         | 74      |
| 9.                                                          | Lindsay Davenport                     | 20/10/1997  | 02/11/1997 | 2          | 2       |
|                                                             | Natasha Zvereva                       | 03/11/1997  | 25/01/1998 | 12         | 86      |
|                                                             | Lindsay Davenport                     | 26/01/1998  | 12/04/1998 | 11         | 13      |
|                                                             | Natasha Zvereva                       | 13/04/1998  | 07/06/1998 | 8          | 94      |
| 10.                                                         | Martina Hingis                        | 08/06/1998  | 02/08/1998 | 8          | 8       |
|                                                             | Jana Novotná                          | 03/08/1998  | 09/08/1998 | 1          | 64      |
|                                                             | Lindsay Davenport                     | 10/08/1998  | 16/08/1998 | 1          | 14      |
|                                                             | Martina Hingis                        | 17/08/1998  | 25/10/1998 | 10         | 18      |
|                                                             | Natasha Zvereva                       | 26/10/1998  | 01/11/1998 | 1          | 95      |
|                                                             | Martina Hingis                        | 02/11/1998  | 22/11/1998 | 3          | 21      |
|                                                             | Natasha Zvereva                       | 23/11/1998  | 16/05/1999 | 25         | 120     |
|                                                             | Jana Novotná                          | 17/05/1999  | 06/06/1999 | 3          | 67      |
|                                                             | Martina Hingis                        | 07/06/1999  | 04/07/1999 | 4          | 25      |
|                                                             | Natasha Zvereva                       | 05/07/1999  | 01/08/1999 | 4          | 124     |
|                                                             | Martina Hingis                        | 02/08/1999  | 22/08/1999 | 3          | 28      |
|                                                             | Lindsay Davenport                     | 23/08/1999  | 21/11/1999 | 13         | 27      |
| 11.                                                         | Anna Kournikova                       | 22/11/1999  | 30/01/2000 | 10         | 10      |
|                                                             | Martina Hingis                        | 31/01/2000  | 19/03/2000 | 7          | 35      |
|                                                             | Lindsay Davenport                     | 20/03/2000  | 02/04/2000 | 2          | 29      |
| 12.                                                         | Corina Morariu                        | 03/04/2000  | 16/04/2000 | 2          | 2       |
|                                                             | Lindsay Davenport                     | 17/04/2000  | 07/05/2000 | 3          | 32      |
|                                                             | Corina Morariu                        | 08/05/2000  | 11/06/2000 | 5          | 7       |
| 13.                                                         | Lisa Raymond                          | 12/06/2000  | 20/08/2000 | 10         | 10      |
| 14.                                                         | Lisa Raymond Rennae Stubbs            | 21/08/2000  | 10/09/2000 | 3          | 13 3    |
| 15.                                                         | Julie Halard-Decugis                  | 11/09/2000  | 22/10/2000 | 6          | 6       |
| 16.                                                         | Ai Sugiyama                           | 23/10/2000  | 29/10/2000 | 1          | 1       |
|                                                             | Julie Halard-Decugis                  | 30/10/2000  | 24/12/2000 | 8          | 14      |
|                                                             | Ai Sugiyama                           | 25/12/2000  | 26/08/2001 | 35         | 36      |
|                                                             | Lisa Raymond                          | 27/08/2001  | 08/09/2002 | 54         | 67      |
| 17.                                                         | Paola Suárez                          | 09/09/2002  | 03/08/2003 | 47         | 47      |
| 18.                                                         | Kim Clijsters                         | 04/08/2003  | 10/08/2003 | 1          | 1       |
|                                                             | Ai Sugiyama                           | 11/08/2003  | 17/08/2003 | 1          | 37      |
|                                                             | Kim Clijsters                         | 18/08/2003  | 07/09/2003 | 3          | 4       |
| 19.                                                         | Virginia Ruano Pascual                | 08/09/2003  | 14/09/2003 | 1          | 1       |
|                                                             | Ai Sugiyama                           | 15/09/2003  | 09/11/2003 | 8          | 45      |
|                                                             | Paola Suárez                          | 10/11/2003  | 25/07/2004 | 37         | 84      |
|                                                             | Virginia Ruano Pascual                | 26/07/2004  | 01/08/2004 | 1          | 2       |
|                                                             | Virginia Ruano Pascual Paola Suárez   | 02/08/2004  | 22/08/2004 | 3          | 5 87    |
|                                                             | Virginia Ruano Pascual                | 23/08/2004  | 16/10/2005 | 60         | 65      |
| 20.                                                         | Cara Black                            | 17/10/2005  | 05/02/2006 | 16         | 16      |
| 21.                                                         | Samantha Stosur                       | 06/02/2006  | 06/07/2006 | 22         | 22      |
|                                                             | Lisa Raymond Samantha Stosur          | 07/07/2006  | 08/04/2007 | 39         | 106 61  |
|                                                             | Lisa Raymond                          | 09/04/2007  | 10/06/2007 | 9          | 115     |
|                                                             | Cara Black                            | 11/06/2007  | 24/06/2007 | 2          | 18      |
|                                                             | Lisa Raymond                          | 25/06/2007  | 08/07/2007 | 2          | 117     |
|                                                             | Cara Black                            | 09/07/2007  | 11/11/2007 | 18         | 36      |
| 22.                                                         | Cara Black Liezel Huber               | 12/11/2007  | 18/04/2010 | 127        | 163 127 |
|                                                             | Liezel Huber                          | 19/04/2010  | 06/06/2010 | 7          | 134     |
| 23. 24.                                                     | Serena Williams Venus Williams        | 07/06/2010  | 01/08/2010 | 8          | 8       |
|                                                             | Liezel Huber                          | 02/08/2010  | 31/10/2010 | 13         | 147     |
| 25.                                                         | Gisela Dulko                          | 01/11/2010  | 27/02/2011 | 17         | 17      |
| 26.                                                         | Gisela Dulko Flavia Pennetta          | 28/02/2011  | 17/04/2011 | 7          | 24 7    |
|                                                             | Flavia Pennetta                       | 18/04/2011  | 04/07/2011 | 11         | 18      |
| 27. 28.                                                     | Květa Peschke Katarina Srebotnik      | 04/07/2011  | 11/09/2011 | 10         | 10      |
|                                                             | Liezel Huber                          | 12/09/2011  | 22/04/2012 | 32         | 179     |
|                                                             | Liezel Huber Lisa Raymond             | 23/04/2012  | 09/09/2012 | 20         | 199 137 |
| 29.                                                         | Sara Errani                           | 01/09/2012  | 14/10/2012 | 5          | 5       |
| 30.                                                         | Roberta Vinci                         | 15/10/2012  | 28/04/2013 | 28         | 28      |
|                                                             | Roberta Vinci Sara Errani             | 29/04/2013  | 16/02/2014 | 42         | 70 47   |
| 31.                                                         | Peng Shuai                            | 17/02/2014  | 11/05/2014 | 12         | 12      |
| 32.                                                         | Peng Shuai Hsieh Su-wei               | 12/05/2014  | 18/05/2014 | 1          | 13 1    |
|                                                             | Peng Shuai                            | 19/05/2014  | 08/06/2014 | 3          | 16      |
|                                                             | Peng Shuai Hsieh Su-wei               | 09/06/2014  | 06/07/2014 | 4          | 20 5    |
|                                                             | Roberta Vinci Sara Errani             | 07/07/2014  | 12/04/2015 | 40         | 110 87  |
| 33.                                                         | Sania Mirza                           | 13/04/2015  | 17/01/2016 | 40         | 40      |
|                                                             | Sania Mirza Martina Hingis            | 18/01/2016  | 21/08/2016 | 31         | 71 66   |
|                                                             | Sania Mirza                           | 22/08/2016  | 08/01/2017 | 20         | 91      |
| 34.                                                         | Bethanie Mattek-Sands                 | 09/01/2017  | 20/08/2017 | 32         | 32      |
| 35.                                                         | Lucie Šafářová                        | 21/08/2017  | 01/10/2017 | 6          | 6       |
|                                                             | Martina Hingis                        | 02/10/2017  | 22/10/2017 | 3          | 69      |
| 36.                                                         | Martina Hingis Latisha Chan           | 23/10/2017  | 18/03/2018 | 21         | 90 21   |
|                                                             | Latisha Chan                          | 19/03/2018  | 10/06/2018 | 12         | 33      |
| 37. 38.                                                     | Ekaterina Makarova Elena Vesnina      | 11/06/2018  | 15/07/2018 | 5          | 5       |
| 39.                                                         | Tímea Babos                           | 16/07/2018  | 12/08/2018 | 4          | 4       |
|                                                             | Latisha Chan                          | 13/08/2018  | 19/08/2018 | 1          | 34      |
|                                                             | Tímea Babos                           | 20/08/2018  | 21/10/2018 | 9          | 13      |
| 40. 41.                                                     | Barbora Krejčíková Kateřina Siniaková | 22/10/2018  | 13/01/2019 | 12         | 12      |
|                                                             | Kateřina Siniaková                    | 14/01/2019  | 09/06/2019 | 21         | 33      |
| 42.                                                         | Kristina Mladenovic                   | 10/06/2019  | 14/07/2019 | 5          | 5       |
| 43.                                                         | Barbora Strýcová                      | 15/07/2019  | 06/10/2019 | 12         | 12      |
|                                                             | Kristina Mladenovic                   | 07/10/2019  | 20/10/2019 | 2          | 7       |
|                                                             | Barbora Strýcová                      | 21/10/2019  | 02/02/2020 | 15         | 27      |
|                                                             | Hsieh Su-wei                          | 03/02/2020  | 23/02/2020 | 3          | 8       |
|                                                             | Kristina Mladenovic                   | 24/02/2020  | 01/03/2020 | 1          | 8       |
|                                                             | Hsieh Su-wei                          | 02/03/2020  | 22/03/2020 | 3          | 11      |
| Gel du classement des points et des semaines dû au Covid-19 |                                       |             |            |            |         |
|                                                             | Hsieh Su-wei                          | 10/08/2020  | 21/02/2021 | 28         | 39      |
| 44.                                                         | Aryna Sabalenka                       | 22/02/2021  | 04/04/2021 | 6          | 6       |
|                                                             | Hsieh Su-wei                          | 05/04/2021  | 09/05/2021 | 5          | 44      |
| 45.                                                         | Elise Mertens                         | 10/05/2021  | 16/05/2021 | 1          | 1       |
|                                                             | Kristina Mladenovic                   | 17/05/2021  | 13/06/2021 | 4          | 12      |
|                                                             | Barbora Krejčíková                    | 14/06/2021  | 11/07/2021 | 4          | 16      |
|                                                             | Elise Mertens                         | 12/07/2021  | 12/09/2021 | 9          | 10      |
|                                                             | Hsieh Su-wei                          | 13/09/2021  | 19/09/2021 | 1          | 45      |
|                                                             | Elise Mertens                         | 20/09/2021  | 26/09/2021 | 1          | 11      |
|                                                             | Barbora Krejčíková                    | 27/09/2021  | 17/10/2021 | 3          | 19      |
|                                                             | Elise Mertens                         | 18/10/2021  | 24/10/2021 | 1          | 12      |
|                                                             | Hsieh Su-wei                          | 25/10/2021  | 31/10/2021 | 1          | 46      |
|                                                             | Elise Mertens                         | 01/11/2021  | 07/11/2021 | 1          | 13      |
|                                                             | Hsieh Su-wei                          | 08/11/2021  | 14/11/2021 | 1          | 47      |
|                                                             | Kateřina Siniaková                    | 15/11/2021  | 05/06/2022 | 29         | 62      |
|                                                             | Elise Mertens                         | 06/06/2022  | 14/08/2022 | 10         | 23      |
| 46.                                                         | Coco Gauff                            | 15/08/2022  | 11/09/2022 | 4          | 4       |
|                                                             | Kateřina Siniaková                    | 12/09/2022  | 10/09/2023 | 52         | 114     |
| 47.                                                         | Coco Gauff Jessica Pegula             | 11/09/2023  | 17/09/2023 | 1          | 5 1     |
|                                                             | Kateřina Siniaková                    | 18/09/2023  | 24/09/2023 | 1          | 115     |
|                                                             | Elise Mertens                         | 25/09/2023  | 22/10/2023 | 4          | 27      |
|                                                             | Coco Gauff Jessica Pegula             | 23/10/2023  | 05/11/2023 | 2          | 7 3     |
| 48.                                                         | Storm Hunter                          | 06/11/2023  | 28/01/2024 | 12         | 12      |
|                                                             | Elise Mertens                         | 29/01/2024  | 17/03/2024 | 7          | 34      |
|                                                             | Hsieh Su-wei                          | 18/03/2024  | 09/06/2024 | 12         | 59      |
|                                                             | Elise Mertens                         | 10/06/2024  | 14/07/2024 | 5          | 39      |
| 49.                                                         | Erin Routliffe                        | 15/07/2024  | 08/09/2024 | 8          | 8       |
|                                                             | Kateřina Siniaková                    | 09/09/2024  | 27/07/2025 | 46         | 161     |
| 50.                                                         | Taylor Townsend                       | 28/07/2025  | En cours   | 4          | 4       |

## Semaines passées à la tête du classement WTA

### Par pays
| #                                                   | Pays                     | Nombre de | Nombre de | Joueuses |
| #                                                   | Pays                     | Joueuses  | Semaines  | Joueuses |
| --------------------------------------------------- | ------------------------ | --------- | --------- | --- |
| 1.                                                  | États-Unis               | 12        | 799       | Martina Navrátilová, Pam Shriver, Gigi Fernández, Lindsay Davenport, Corina Morariu, Lisa Raymond, Liezel Huber, Venus Williams, Serena Williams, Bethanie Mattek-Sands, Coco Gauff, Jessica Pegula, Taylor Townsend* |
| 2.                                                  | Tchécoslovaquie Tchéquie | 7         | 357       | Helena Suková, Jana Novotná, Květa Peschke, Lucie Šafářová, Barbora Krejčíková, Kateřina Siniaková, Barbora Strýcová                                                                                                  |
| 3.                                                  | Italie                   | 3         | 215       | Flavia Pennetta, Sara Errani, Roberta Vinci |
| 4.                                                  | Espagne                  | 2         | 176       | Arantxa Sánchez Vicario, Virginia Ruano Pascual |
| 5.                                                  | Zimbabwe                 | 1         | 163       | Cara Black |
| 6.                                                  | / Biélorussie            | 2         | 129       | Natasha Zvereva, Aryna Sabalenka |
| 7.                                                  | Argentine                | 2         | 111       | Paola Suárez, Gisela Dulko |
| 8.                                                  | Taipei chinois           | 2         | 93        | Hsieh Su-wei, Latisha Chan |
| 9.                                                  | Inde                     | 1         | 91        | Sania Mirza |
| 10.                                                 | Suisse                   | 1         | 90        | Martina Hingis |
| 11.                                                 | Australie                | 3         | 76        | Rennae Stubbs, Samantha Stosur, Storm Hunter |
| 12.                                                 | Japon                    | 1         | 45        | Ai Sugiyama |
| 13.                                                 | Belgique                 | 2         | 43        | Kim Clijsters, Elise Mertens |
| 14.                                                 | France                   | 2         | 26        | Julie Halard-Decugis, Kristina Mladenovic |
| 15.                                                 | Chine                    | 1         | 20        | Peng Shuai |
| 15.                                                 | Russie                   | 3         | 20        | Anna Kournikova, Ekaterina Makarova, Elena Vesnina |
| 17.                                                 | Hongrie                  | 1         | 13        | Tímea Babos |
| 18.                                                 | Slovénie                 | 1         | 10        | Katarina Srebotnik |
| 19.                                                 | Nouvelle-Zélande         | 1         | 8         | Erin Routliffe |
| 20.                                                 | Lettonie                 | 1         | 4         | Larisa Neiland |
| 21.                                                 | Union soviétique         | 1         | 1         | Natasha Zvereva |
| En gras : joueuses en activité * : no 1 actuelle(s) |                          |           |           | |

## Numéros 1 en double en fin d'année depuis 1984
| no 1 toute l'année, sans interruption |

| Année | Joueuse no 1                           |
| ----- | -------------------------------------- |
| 1980  | Pas de classement avant septembre 1984 |
| 1981  | Pas de classement avant septembre 1984 |
| 1982  | Pas de classement avant septembre 1984 |
| 1983  | Pas de classement avant septembre 1984 |
| 1984  | Martina Navrátilová                    |
| 1985  | Pam Shriver                            |
| 1986  | Martina Navrátilová (2)                |
| 1987  | Martina Navrátilová (3)                |
| 1988  | Martina Navrátilová (4)                |
| 1989  | Martina Navrátilová (5)                |
| 1990  | Helena Suková                          |
| 1991  | Jana Novotná                           |
| 1992  | Helena Suková (2)                      |
| 1993  | Gigi Fernández                         |
| 1994  | Natasha Zvereva                        |
| 1995  | Arantxa Sánchez Vicario                |
| 1996  | Arantxa Sánchez Vicario (2)            |
| 1997  | Natasha Zvereva (2)                    |
| 1998  | Natasha Zvereva (3)                    |
| 1999  | Anna Kournikova                        |

| Année | Joueuse(s) no 1        | Joueuse(s) no 1        |
| ----- | ---------------------- | ---------------------- |
| 2000  | Julie Halard-Decugis   | Julie Halard-Decugis   |
| 2001  | Lisa Raymond           | Lisa Raymond           |
| 2002  | Paola Suárez           | Paola Suárez           |
| 2003  | Paola Suárez (2)       | Paola Suárez (2)       |
| 2004  | Virginia Ruano Pascual | Virginia Ruano Pascual |
| 2005  | Cara Black             | Cara Black             |
| 2006  | Lisa Raymond (2)       | Samantha Stosur        |
| 2007  | Cara Black (2)         | Liezel Huber           |
| 2008  | Cara Black (3)         | Liezel Huber (2)       |
| 2009  | Cara Black (4)         | Liezel Huber (3)       |
| 2010  | Gisela Dulko           | Gisela Dulko           |
| 2011  | Liezel Huber (4)       | Liezel Huber (4)       |
| 2012  | Roberta Vinci (2)      | Roberta Vinci (2)      |
| 2013  | Sara Errani            | Roberta Vinci          |
| 2014  | Sara Errani (2)        | Roberta Vinci (3)      |
| 2015  | Sania Mirza            | Sania Mirza            |
| 2016  | Sania Mirza (2)        | Sania Mirza (2)        |
| 2017  | Chan Yung-jan          | Martina Hingis         |
| 2018  | Barbora Krejčíková     | Kateřina Siniaková     |
| 2019  | Barbora Strýcová       | Barbora Strýcová       |

| Année | Joueuse no 1           |
| ----- | ---------------------- |
| 2020  | Hsieh Su-wei           |
| 2021  | Kateřina Siniaková (2) |
| 2022  | Kateřina Siniaková (3) |
| 2023  | Storm Hunter           |
| 2024  | Kateřina Siniaková (4) |

Classement des joueuses par nombre d'années auxquelles elles ont terminé numéro 1 au classement WTA :
| Pays               | Joueuse                 | Nombre d'années |
| ------------------ | ----------------------- | --------------- |
| États-Unis         | Martina Navrátilová     | 5               |
| Zimbabwe           | Cara Black              | 4               |
| États-Unis         | Liezel Huber            | 4               |
| République tchèque | Kateřina Siniaková      | 4               |
| Biélorussie        | Natasha Zvereva         | 3               |
| Italie             | Roberta Vinci           | 3               |
| Tchécoslovaquie    | Helena Suková           | 2               |
| Espagne            | Arantxa Sánchez Vicario | 2               |
| Argentine          | Paola Suárez            | 2               |
| États-Unis         | Lisa Raymond            | 2               |
| Italie             | Sara Errani             | 2               |
| Inde               | Sania Mirza             | 2               |
| États-Unis         | Pam Shriver             | 1               |
| États-Unis         | Gigi Fernández          | 1               |
| Russie             | Anna Kournikova         | 1               |
| France             | Julie Halard-Decugis    | 1               |
| Espagne            | Virginia Ruano Pascual  | 1               |
| Australie          | Samantha Stosur         | 1               |
| Argentine          | Gisela Dulko            | 1               |
| Taïwan             | Latisha Chan            | 1               |
| Taïwan             | Hsieh Su-wei            | 1               |
| Suisse             | Martina Hingis          | 1               |
| Tchécoslovaquie    | Jana Novotná            | 1               |
| République tchèque | Barbora Krejčíková      | 1               |
| République tchèque | Barbora Strýcová        | 1               |
| Australie          | Storm Hunter            | 1               |

## Joueuses numéros 1 et Grand Chelem

### Joueusesno1 n'ayant remporté aucun tournoi du Grand Chelem
Toutes les joueuses ayant occupé la tête du classement WTA en double ont remporté au moins un tournoi du Grand Chelem. Toutefois, deux joueuses sont devenues no 1 mondiale avant de gagner leur premier titre en Grand Chelem :
- Gisela Dulko est devenue no 1 mondiale le 1er novembre 2010. Elle remporte son premier titre du Grand Chelem à l'Open d'Australie 2011.
- Sania Mirza est devenue no 1 mondiale le 13 avril 2015. Elle remporte son premier titre du Grand Chelem à Wimbledon 2015.

## Joueusesno1 en famille
Les sœurs Venus et Serena Williams ont occupé – ensemble, qui plus est – la tête du classement WTA en double. Elles ont également chacune été numéros 1 en simple.
Deux anciennes numéros 1 au classement WTA en double ont un frère qui a été numéro 1 au classement ATP :
- Arantxa Sánchez, dont le frère Emilio Sánchez a été numéro 1 du classement ATP en double,
- Cara Black, dont le frère Byron Black a également été numéro 1 du classement ATP en double.

## Numéros 1 en simple et en double
Plusieurs joueuses ont occupé la tête du classement WTA en simple et en double. Six d'entre elles ont été concomitamment n°1 en simple et en double.
| Joueuse                                                                               | Semaines n°1 en simple | Semaines n°1 en double | Semaines n°1 concomitamment en simple et en double | Semaines n°1 concomitamment en simple et en double                                                                                          |
| Joueuse                                                                               | Semaines n°1 en simple | Semaines n°1 en double | Nombre                                             | Période(s) |
| ------------------------------------------------------------------------------------- | ---------------------- | ---------------------- | -------------------------------------------------- | --- |
| / Martina Navrátilová                                                                 | 332                    | 237                    | 105                                                | 27 (04/09/1984 - 17/03/1985) 26 (20/01/1986 - 20/07/1986) 52 (18/08/1986 - 16/08/1987)                                                      |
| Martina Hingis                                                                        | 209                    | 90                     | 29                                                 | 8 (08/06/1998 - 02/08/1998) 8 (17/08/1998 - 11/10/1998) 4 (07/06/1999 - 04/07/1999) 2 (09/08/1999 - 22/08/1999) 7 (31/01/2000 - 19/03/2000) |
| Serena Williams                                                                       | 319                    | 8                      | 8                                                  | 8 (07/06/2010 - 01/08/2010) |
| Arantxa Sánchez Vicario                                                               | 12                     | 111                    | 7                                                  | 1 (13/02/1995 - 19/02/1995) 2 (27/03/1995 - 09/04/1995) 4 (15/05/1995 - 11/06/1995)                                                         |
| Lindsay Davenport                                                                     | 98                     | 32                     | 3                                                  | 3 (17/04/2000 - 07/05/2000) |
| Kim Clijsters                                                                         | 20                     | 4                      | 3                                                  | 3 (18/08/2003 - 07/09/2003) |
| / Aryna Sabalenka*                                                                    | 52                     | 6                      | -                                                  | - |
| Venus Williams                                                                        | 11                     | 8                      | -                                                  | - |
| En gras : joueuses en activité * : n°1 actuelle en simple ** : n°1 actuelle en double |                        |                        |                                                    | |

Par ailleurs, Martina Navratilova est la seule joueuse à avoir été numéro 1 en fin d'année concomitamment en simple et en double, et cela à deux reprises : en 1984, et 1986.